# Diego Guzmán de Haros
Diego kardinal Guzmán de Haros, španski rimskokatoliški duhovnik, škof in kardinal, * 1566, Ocaña, † 21. januar 1631.

## Življenjepis
14. marca 1616  je bil imenovan za patriarha španske Zahodne Indije in 18. aprila za naslovnega nadškofa.
15. septembra 1625 je bil imenovan za nadškofa Seville.
19. novembra 1629 je bil imenovan za kardinala in pectore in 15. julija 1630 je bil ponovno povzdignjen v kardinala.